# アーロン・S・メリル
“チップ”アーロン・スタントン・メリル（Aaron Stanton "Tip" Merrill, 1890年3月26日 - 1961年2月28日）は、アメリカ合衆国の海軍軍人。最終階級は海軍中将。第二次世界大戦期のソロモン諸島の戦いでの夜戦において、レーダーを使うことによる優位性を示した提督の一人。

## 生涯

### 1912-1942
“チップ”ことアーロン・スタントン・メリルは1890年3月26日、ミシシッピ州アダムズ郡ブランドンホールで、父ダンバー・サージェット・メリルと母シャーロット・ブランドン・スタントンの子として生まれる。曽祖父にはミシシッピ州知事を二度務めたジェラード・ブランドンがいる。メリルの愛称である「チップ」はジェラード・ブランドンから代々受け継がれたもので1811年のティペカヌーの戦いに由来し、南軍の兵士だった父も「チップ」の愛称を持っていた。
メリルは1912年に海軍兵学校（アナポリス）を卒業。卒業年次から「アナポリス1912年組」と呼称されたこの世代からは、他に潜水艦部隊を率いたチャールズ・A・ロックウッド、海軍作戦部長になったルイス・デンフェルド、太平洋艦隊参謀長を務めた「ソック」チャールズ・マクモリス、空母任務群を率いたアルフレッド・E・モントゴメリーやデウィット・C・ラムゼーらがいる。卒業後、メリルは地中海方面に派遣され、第一次世界大戦が終結する最後の月にはプリマスを拠点にしていた駆逐艦「エールウィン」乗り組みとなり、大戦終結後の1919年にはイングランドのハーウィッチで、哨戒艇「ハーヴァード」 (USS Harvard, SP-209) の艇長を務めた。
1919年後半に少佐に昇進したメリルは地中海に戻り、マーク・ブリストル少将（アナポリス1887年組）の幕僚となって、トルコや東部地中海方面のアメリカ海軍部隊で高等弁務官として勤務する。1922年1月28日には、ニューヨークでルイーズ・ゴーティエ・ウィズビーと結婚。1925年、メリルは砲艦「エルカノ」 (USS Elcano, PG-38) 艦長として、いわゆる「長江パトロール」に従事した。ワシントンD.C.の海軍情報部に2年勤務した後、1929年6月からは駆逐艦「ウィリアムソン」 (USS Williamson, DD-244) 艦長となる。3年後に中佐に昇進したメリルは再び海軍情報部に勤務し、次いでヘンリー・L・ルーズベルト海軍次官の下で補佐役を務めた。1935年6月、メリルは重巡洋艦「ペンサコーラ」艦長となり、任期を終えたベルギーの駐米大使をアントウェルペンまで送り、その功によりベルギー政府からベルギー王冠勲章を授与された。
1936年6月、メリルは第8駆逐隊司令となり、駆逐艦「バリー」を旗艦とする。翌1937年5月からの1年間は在サンティアゴのアメリカ大使館付海軍武官を務め、チリ海軍の艦艇に同乗して広範囲に活動し、チリ海軍艦艇初のホーン岬巡航に立ち会った功績によってチリ・メリット勲章を授与された。1938年から1939年にかけては海軍大学校を受講して大佐に昇進し、1939年から1940年には太平洋艦隊駆逐部隊司令として駆逐艦「サマーズ」 (USS Somers, DD-381) を旗艦とした。その後はチュレーン大学において海軍学と戦術の教授を務め、1942年4月には新鋭戦艦「インディアナ」 の初代艦長に就任。「インディアナ」艦長としては、ガダルカナルの戦いの後半に参加した。

### ビラ・スタンモーア

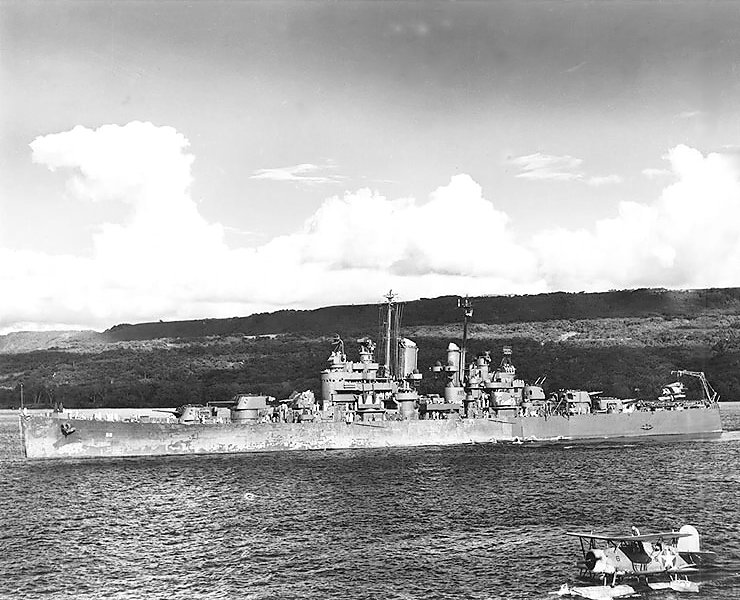
軽巡洋艦モントピリア

1943年1月25日、少将に昇進したメリルはウィリアム・ハルゼー大将（アナポリス1904年組）の南太平洋部隊指揮下の第68任務部隊（第32任務部隊第12巡洋艦戦隊）司令官となって、軽巡洋艦「モントピリア」に将旗を掲げる。「モントピリア」の元乗員ジェームズ・J・フェーイーは、着任したメリルの第一印象を「元気いっぱいの人だった。四〇代だろうけれど、なかなかハンサムでもあった。」としている。
第68任務部隊司令官としての最初の任務は、インディアナ艦長時代に引き続いて最末期となったガダルカナルの戦いの支援に従事することであった。「モントピリア」に着任してわずか2日後の1月27日には、ロバート・C・ギッフェン少将（アナポリス1907年組）率いる第18任務部隊を支援するためにエファテ島を出撃。1月30日のレンネル島沖海戦ではギッフェンの第18任務部隊が檜貝襄治少佐率いる第七〇一海軍航空隊の攻撃を受けて重巡洋艦「シカゴ」が沈没し、支援にあたっていた「モントピリア」にも魚雷が命中したが、不発に終わった。
ところで、ガダルカナル島の戦いも終末期に差し掛かった1942年11月末、アメリカ軍はムンダに日本軍が新たな飛行場を建設中であることを知る。ムンダとガダルカナル島の距離は175マイル（約280 km）で、ガダルカナル島再奪回やアメリカ軍の進撃を妨害するには好適地であった。零戦のガダルカナル島上空での行動時間は大幅に伸び、爆撃機も従来以上の量の爆弾を搭載してガダルカナル島を爆撃する事も可能となる。実際には、日本軍がムンダでの飛行場建設に乗り出したのは12月1日からで、第一期工事は二週間ほどで終了した。また、コロンバンガラ島でも1943年1月上旬から飛行場建設を開始する予定だった。当然、アメリカ軍からしてみればムンダの基地が本格稼動し、コロンバンガラ島の飛行場も使用可能となった暁には相当な脅威となる厄介な存在と判断されていた。ハルゼーは1943年に入り、水上部隊にムンダとコロンバンガラ島への艦砲射撃を繰り返し行わせ、同時に爆撃や航空機による機雷投下も行った。メリルの第68任務部隊は、ウォルデン・L・エインズワース少将（アナポリス1910年組）の第67任務部隊と交替でムンダとコロンバンガラ島への艦砲射撃を夜間に行っていたが、ガダルカナル島をめぐる海戦に登場した臨時編成の任務部隊とは違い、夜戦を得意としていた日本艦隊によりよく対抗できるよう、レーダーに関する知識を学び、常にまとまって訓練と行動を繰り返した結果、均整が取れた部隊となっていた。
3月5日深夜から3月6日未明にかけて行われたビラ・スタンモーア夜戦は、メリルの令名を高めた戦いである。「定期便」のためにコロンバンガラ島近海に向かっていたメリルの第68任務部隊は、コロンバンガラ島への輸送任務を終えて帰途についていた駆逐艦｢村雨」と「峯雲」をレーダー射撃による一方的な戦闘により撃沈し、さらにコロンバンガラ島の海岸部にある日本軍の軍事施設と兵舎、滑走路、砲台を目標に16分間に及ぶ艦砲射撃を実施して、目標は徹底的に破壊された。フェーイー曰く、メリルはこの一連の戦闘で「挑戦を楽しんでいるようだった」。メリルは戦闘報告をハルゼーに送ったが、報告は何かの間違いでフランクリン・ルーズベルト大統領や南西太平洋軍司令官ダグラス・マッカーサー陸軍大将にも届けられた。この海戦の意義は、レーダーを活用したアメリカ艦隊が日本艦隊との夜間の水上戦闘において、初めて完勝劇をおさめたことにある。レーダーを使った夜間の水上戦闘としてはこれまでに、1942年10月11日のサボ島沖海戦でノーマン・スコット少将（アナポリス1907年組）がレーダー射撃を行って日本艦隊を追い返し、同年11月30日のルンガ沖夜戦でもカールトン・H・ライト少将（アナポリス1912年組>）がレーダーによって田中頼三少将の第二水雷戦隊を探知して、大局的には戦略的勝利を収めていたが、この2つの海戦では戦法の拙さなどもあってアメリカ海軍側にも少なからぬ損害が出ていた。メリルはビラ・スタンモーア夜戦において初めて、味方に一片の損害を蒙ることなく敵を討ち果たしたのである。
ビラ・スタンモーア夜戦後、メリルの第68任務部隊は第39任務部隊に呼称が代わったが、相変わらずムンダ、ショートランド諸島への艦砲射撃を繰り返した。しかし、不思議なことにメリルの第39任務部隊と日本艦隊との戦いは1943年11月まで起きなかった。一方、エインズワースの任務部隊はクラ湾夜戦とコロンバンガラ島沖海戦で日本艦隊の旗艦を撃沈したものの、自らの任務部隊も軽巡洋艦「ヘレナ」沈没などの大きな損害を蒙り、戦力としては事実上瓦解した。また、中部太平洋方面での作戦が本格化して主だった艦艇が中部太平洋方面に回ったため、この時点でメリルの第39任務部隊は、ソロモン方面で唯一の有力艦隊となった。

### エンプレス・オーガスタ湾

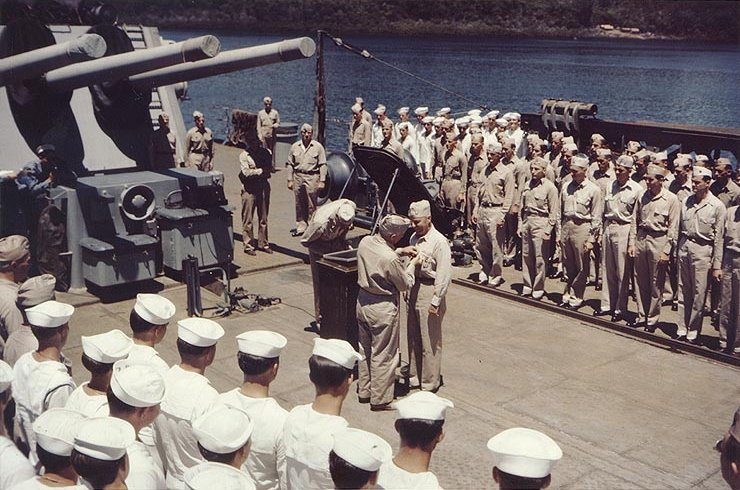
フィッチから海軍十字章を授与されるメリル（1943年12月11日）

メリルが日本艦隊と再び戦う戦場はブーゲンビル島近海であった。ブーゲンビル島の戦いのため10月31日未明にツラギ島を出撃した第39任務部隊は、翌11月1日にブカ島とショートランドを艦砲射撃してエンプレス・オーガスタ湾に上陸した味方部隊の援護を務める。日本海軍は上陸部隊を攻撃するため、大森仙太郎少将率いる連合襲撃部隊を差し向けた。第39任務部隊は艦砲射撃と空襲回避で燃料をかなり消費し、しかもほとんど睡眠もとっていない状況ではあったが、メリルは大森の日本艦隊を迎撃するため、敢然と第39任務部隊の諸艦艇をエンプレス・オーガスタ湾口に展開して待ち受ける。
11月1日深夜から11月2日未明にかけて行われたブーゲンビル島沖海戦において、メリルは限られた戦力をあくまで温存するため、慎重な戦法で日本艦隊の撃退に全力を注いだ。巡洋艦隊に丁字戦法で迎撃させ、駆逐隊には日本艦隊の横腹を突かせた。戦闘はおおむねメリルの構想どおりに進んだが、日本側が照明弾を投下してレーダーの効果を半減させ、また日本艦隊の砲雷撃で軽巡洋艦「デンバー」が被弾、駆逐艦「フート」が被雷大破するなどし、メリルは煙幕を張って避退を命じる。これを大森が「数隻の米重巡を撃沈した」と錯覚して同じように避退を命じ、日本艦隊は上陸部隊に一指も触れることなく戦場を去っていった。第39任務部隊は軽巡洋艦「川内」などを撃沈して日本艦隊を追い払い、上陸部隊を守るという任務を全うした。大森は解任され、後詰でやってきた栗田健男中将の艦隊も11月5日と11日のラバウル空襲で大きな損害を受けて退散し、ブーゲンビル島の戦況はアメリカ軍優位で進んだ。
12月11日、メリルはビラ・スタンモーア夜戦の戦功により勲功章を、ブーゲンビル島沖海戦を含むブーゲンビル島の戦いの戦功により海軍十字章をそれぞれ受章した。「モントピリア」の艦尾でハルゼーの代理であるオーブリー・フィッチ中将（アナポリス1906年組）から勲功章と海軍十字章を授与されたメリルにとって、1943年12月11日は記念すべき良き日となった。メリルはその後も1944年3月26日に「モントピリア」を去るまで第39任務部隊を指揮し続け、「スロットで一隻も失っていない、日米双方で唯一の提督」として、その名声をさらに高めた。
メリルは後年、太平洋艦隊司令長官だったチェスター・ニミッツ元帥（アナポリス1905年組）により、レーダーを駆使した夜戦戦法を上手く吸収して「こんどの戦争の海戦をもっとも巧みに戦った」3名の指揮官の一人として、ベラ湾夜戦の覇者フレデリック・ムースブラッガー中佐（アナポリス1923年組）、ベラ湾夜戦での戦法を立案し、セント・ジョージ岬沖海戦の覇者でもあるアーレイ・バーク大佐（当時、アナポリス1923年組）と並んで賞賛された。もっとも、ブーゲンビル島沖海戦については「戦術上の教義と、その実行が適切であった」点は賞賛したが、レーダー射撃の精度と目標配分の点がマイナスであったと指摘した。

### 戦争後半と戦後
第39任務部隊を離れたメリルは水上戦闘からも離れ、1944年6月15日から1945年4月23日までは海軍省の広報担当ディレクターを務める。また、サンティアゴで開かれたアメリカ・チリ両政府代表による防衛対策会議にアメリカ側代表団の一人として参加した。メリルは、イギリスに代わってチリにおけるアメリカ海軍の立場を広げる役割を果たし、この働きによって以前受章していたチリ・メリット勲章の等級が「上級士官」に格上げされた。
1946年6月、メリルはニューオーリンズの第8海軍区司令官を数カ月間務め、その後はガルフ沿岸部隊司令官を退役の時まで務めた。1947年11月、メリルは海軍中将に昇進して退役。退役後はルイーズとともにニューオーリンズからナチェズに移り住み、1961年2月28日に70歳で亡くなるまでルイーズとともに余生を過ごした。ルイーズは、メリル没後の1967年に亡くなった。